# 쉰양구

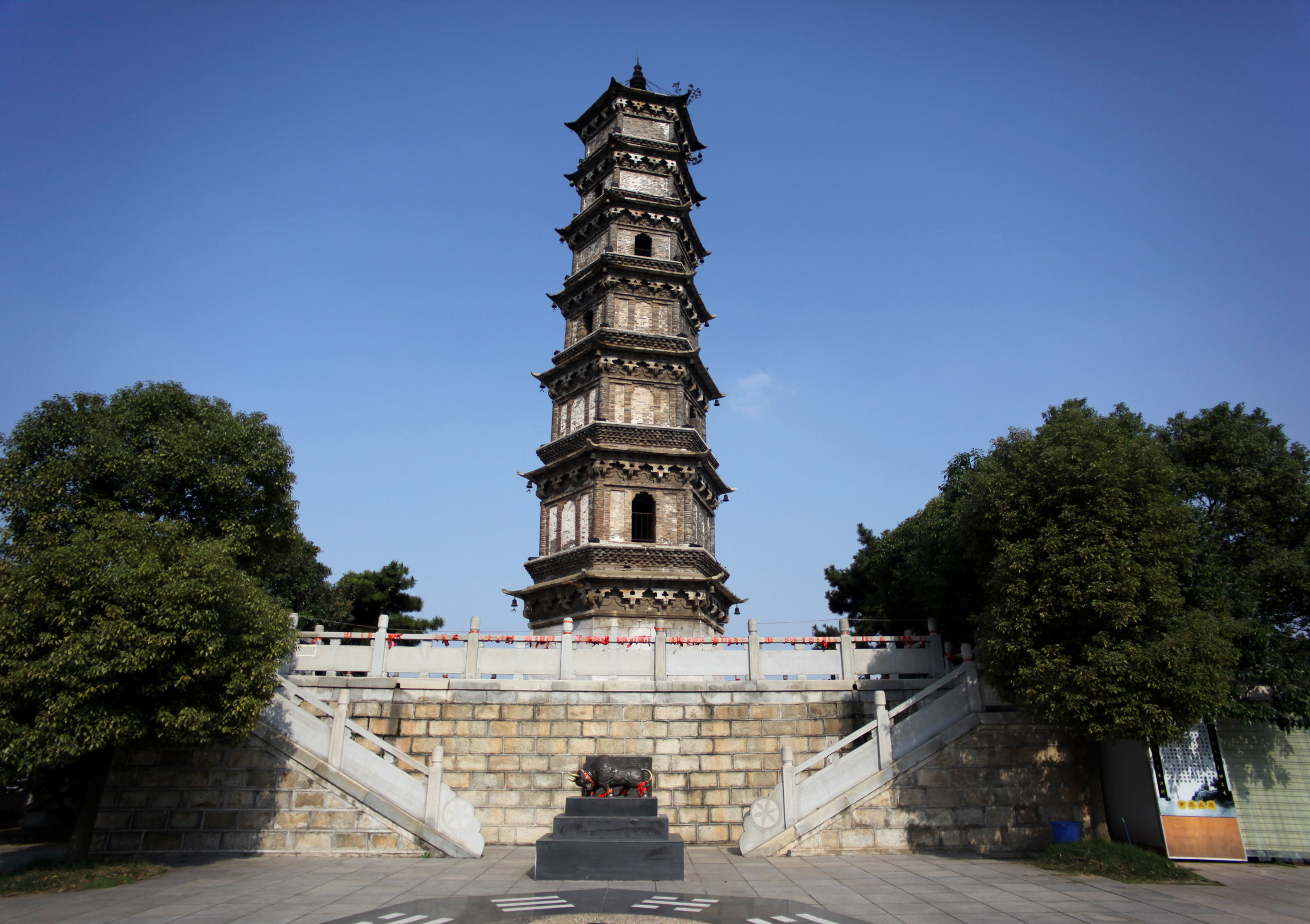

쉰양구(한국어: 심양구, 중국어: 浔阳区, 병음: Xúnyáng Qū)는 중화인민공화국 장시성 주장 시의 현급 행정구역이다. 넓이는 50km2이고, 인구는 2007년 기준으로 310,000명이다.

## 행정 구역
7개 가도를 관할한다.
- 가도: 甘棠街道, 湓浦街道, 人民路街道, 白水湖街道, 金鸡坡街道, 西二路街道, 滨兴街道.